# RAF-Avia
RAF-Avia (mã ICAO = MTL) là hãng hàng không của Latvia, trụ sở ở Riga. Hãng vận chuyển hàng hóa cho các tập đoàn bưu điện quốc tế TNT, DHL cũng như cho quân đội và Liên hiệp quốc, đồng thời cũng chở khách thuê bao. Căn cứ chính của hãng ở Sân bay quốc tế Riga .

## Lịch sử
RAF-Avia được thành lập năm 1990 như hãng hàng không tư đầu tiên của Latvia và bắt đầu hoạt động từ năm 1991 bằng việc chở vật dụng tiếp liệu cho Nhà máy sản xuất Minibus (Rīgas Autobusu Fabrika) ở Latvia. Năm 1994 RAF-Avia bắt đầu mở dịch vụ chở khách thuê bao. Năm 1996 hãng trở thành công ty cổ phần liên doanh và do RAF-Avia Group hoàn toàn làm chủ .

## Đội máy bay
(Tháng 1/2007):